# 埃布拉赫龍屬
埃布拉赫龍屬（學名：Ebrachosaurus）是堅蜥目的一屬，化石發現於德國的Blasensandstein地層，地質年代為三疊紀晚期。屬名是以化石發現地的埃布拉赫市（Ebrach）為名。Blasensandstein地層發現的其他動物化石包含：离片椎目（Temnospondyli）的寬額螈（Metoposaurus）、植龍目的。埃布拉赫龍常被歸類於其近親鍬鱗龍的異名。在第二次世界大戰期間，埃布拉赫龍的標本遭到轟炸摧毀，所以目前無法確定牠們與其他堅蜥類的分類關係。 

## 外部連結
- 埃布拉赫龍 （页面存档备份，存于） - Paleobiology Database